# یوهان ام ویلا
یوهان ام ویلا (انگلیسی: Yohan M'Vila؛ زادهٔ ۸ اکتبر ۱۹۸۸) بازیکن فوتبال اهل جمهوری دموکراتیک کنگو است.
از باشگاه‌هایی که در آن بازی کرده‌است می‌توان به باشگاه فوتبال دیژون و باشگاه فوتبال آژاکسیو اشاره کرد.